# Терешполь
Тере́шполь (укр. Терешпіль) — село на Украине, находится в Хмельницком районе Винницкой области.
Код КОАТУУ — 0524887201. Население по переписи 2001 года составляет 455 человек. Почтовый индекс — 22014. Телефонный код — 4338.
Занимает площадь 1,6 км².

## Адрес местного совета
22014, Винницкая область, Хмельницкий р-н, с. Терешполь, ул. Ленина, 2